# Éric Le Hung
Éric Le Hung est un réalisateur et scénariste français, né le 29 septembre 1937 à Haiphong (Viêt Nam).

## Biographie
Après des études secondaires, Éric Le Hung suit à Paris, les cours de droit le jour, la nuit chante en s’accompagnant à la guitare dans les restaurants de Saint-Germain.
Il étudie l'art dramatique chez René Simon où il reste un an et demi. Son interprétation de Smerdiakov des Frères Karamazov de Dostoïevsky au concours de fin d’année lui vaut d'être élu meilleur comédien par un jury de professionnels dont Henri Decoin. Comme récompense, celui-ci lui confie un petit rôle dans son film Le Feu aux poudres (1957).
Il est l’un des personnages principaux de Samedi soir de Yannick Andréi en 1961 au cinéma et joue face à Michel Piccoli au Théâtre en Rond dans Le Fleuve Rouge de Jules Roy.
Il abandonne les études de droit pour devenir assistant-réalisateur au cinéma d’abord et à la télévision quelques années après.
Éric Le Hung fait ses débuts de metteur en scène à la télévision en 1965 avec La Part du pauvre de Jean Lessay avec Laurent Terzieff : « Des débuts éclatants. Éric le Hung a su « nourrir » sa mise en scène, trouver des cadrages imprévus, mais jamais gratuits, des mouvements de caméra qui tout en créant une atmosphère de mystère, donnaient un prolongement singulier aux propos et aux actes pourtant bien anodins des personnages. Exemple étonnant de création au second degré. On reparlera d’Éric Le Hung si la moulinette n’en fait pas du hachis ».
Éric Le Hung fait en effet reparler de lui avec Ésope, écrit par Yves Jamiaque et servi par un Michel Bouquet prodigieux : « Pends-toi, brave téléspectateur, nous avons vu Ésope et tu n’étais pas devant ton poste » ; « Éric Le Hung dont nous avions déjà remarqué la mise en scène de La Part du pauvre, s’est affirmé ici comme une valeur sûre […] on ne reprochera pas à Éric Le Hung d’être brillant, puisqu’il cherche – et réussit – à avoir un style personnel. ». Le film est sélectionné à la Biennale de Paris de 1965. Éric Le Hung est l’unique réalisateur à avoir deux œuvres sélectionnées à cette Biennale : Ésope et Bécaud. Ce show, consacré à Gilbert Bécaud, est également finaliste aux Emmy Awards en 1965[réf. nécessaire].

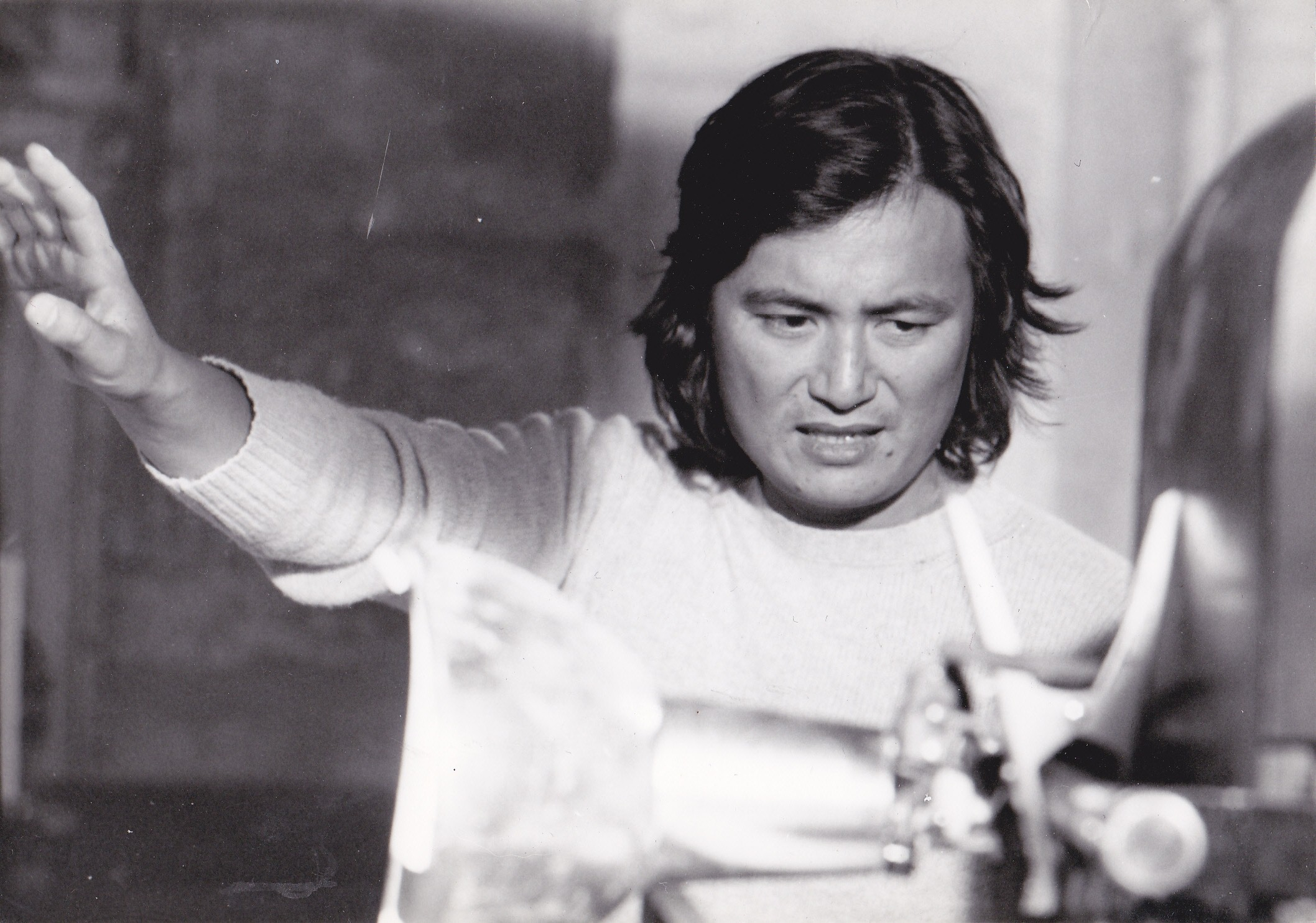

En 1967, il réalise Handicap, son premier film d'auteur : « Ici, tout est style, d’abord, sans cesse, en prise directe, comme on respire. Un style qui est le contraire de l’art pour l’art, qui souvent, plus que l’histoire et les personnages, nous fait le drame. J’ai cité un morceau de bravoure, la danse. Mais pourquoi, en vertu de quel secret que j’ignore, la course du héros en travelling latéral cadré serré est-elle par elle-même poignante, à preuve que je suis étreint en l’écrivant, alors que je ne sais plus du tout vers quoi il courait ? Pourquoi dans l’escalier, cette montée du jeune homme rentrant chez lui nous fait-elle savoir que son amie est partie, alors qu’il ne le sait pas. Pourquoi ce vaste parking assez clairsemé vu de très haut et lentement traversé par lui m’a-t-il mis dans la tête une arène sinistre ou quelque dernier carré de bataille ? […] Il faudrait que M. Le Hung pût continuer à nous dire ce qui lui vient comme ça lui vient, puisque voici quelqu’un enfin qui nous emporte. » ; « Éric Le Hung avec son écriture directe, sa création d’images, sa création par l’image, porte un sérieux coup à  la télé de papa. »
Alain Poiré lui fait signer un contrat de trois films pour la Gaumont. Mais le premier de ces projets, Delphine, se fera finalement deux ans plus tard avec un autre producteur.
Entretemps, il tourne pour la télévision Le Secret de Wilhelm Storitz d’après Jules Verne dans une adaptation de Claude Santelli. Le film, première coproduction avec la télévision tchèque, est tourné en 35 mm noir et blanc en extérieur et dans les studios de Prague. « Éric Le Hung emporte l’œuvre dans un tourbillon lyrique et lui donne une respiration interne amenant chez le spectateur un sentiment d’inquiétude morale. Bref, il y a là une dimension supérieure à l’illustration soignée d’un excellent texte et l’émission amène en fait une nouvelle reconsidération du langage des dramatiques. Le Secret de Wilhelm Storitz palpite de vie, de poésie fantastique et d’amour ». En 1978, le téléfilm sera choisi par la Société Jules-Verne pour célébré le 150e anniversaire de la naissance de l'auteur au Festival Cinématographique International de Paris.
Delphine, avec Dany Carrel et Maurice Ronet, sort en 1969. C'est le premier film tourné pour le cinéma dont il est également scénariste : « Ces pièges, Éric Le Hung les démonte dans un film sans complaisance envers le matérialisme contemporain dont on veut nous faire un idéal de vie. On retrouve dans Delphine l’auteur de Handicap (réalisé pour la télévision). Même préoccupations morales, même sincérité, même sensibilité à fleur de peau, même style nerveux. Le film a des allures de pamphlet et Dany Carrel, qui trouve ici son meilleur rôle, est un personnage vrai, vivant, attachant, remarquablement observé. ».

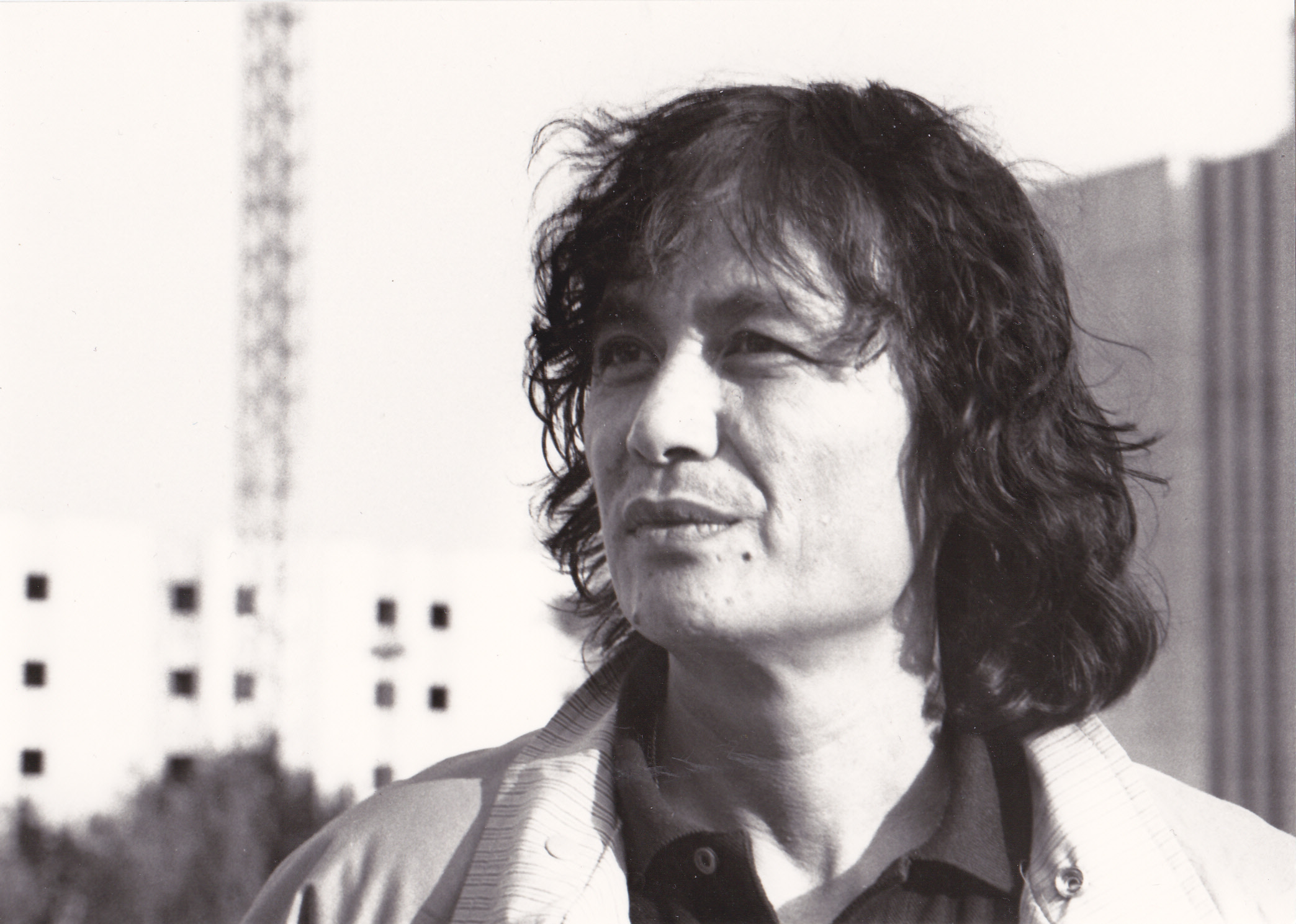

En 1971, il réalise pour la télévision La Possédée d'après l'affaire des démons de Loudun : « L’architecture du décor, les mouvements de caméra, l’utilisation quasi magique des couleurs, les effets optiques et sonores font du phénomène (vrai ou simulé) de la possession un extraordinaire morceau d’opéra. Mais d’un bout à l’autre, le récit est envoûtant par cette perception qu’il donne, à travers les images, des rapports sociaux et psychologiques et du mystère intérieur ».
En 1972, il tourne pour le cinéma Le Droit d’aimer d’après le roman Elle lui dirait dans l’île de Françoise Xénakis, adapté et dialogué par Jean-Claude Carrière. « Omar Sharif se révèle un tragédien de grande race. Florinda Bolkan domine un beau rôle » ; « Un film intelligent, grave et beau ».
L'année suivante, Éric Le Hung écrit et réalise La Rage au poing, d’après un scénario de Tony Gatlif. Il y dirige notamment Philippe Lavot, Marie-Georges Pascal et Françoise Dorner. Il est l’un des premiers à aborder les problèmes des jeunes de banlieues. « Eric Le Hung a réalisé un merveilleux film sur l’amitié. Des jeunes romantiques – ça existe encore – des jeunes qui croient également à la tendresse parce qu’un monde sans amour n’a jamais cru en eux. Des jeunes qui se révoltent, parce qu’à vingt ans, il est difficile d’admettre la réalité d’un avenir bloqué. Le film les suit avec la sensibilité, la délicatesse que l’on met à faire un bout de chemin avec un être blessé, meurtri. Ces personnages ne sont pas des héros de cinéma ; comme cette banlieue n’est pas une banlieue de cinéma. On comprend pourquoi Le Hung a refusé de faire un film à vedettes. Mais l’interprétation de ses jeunes comédiens – quelle direction d’acteurs ! – est si rare dans la pudeur d’une émotion juvénile, si juste dans la violence d’une révolte désespérée. Allez les voir dans La Rage au Poing. Vous en prendrez un coup en plein cœur ».
Il réalise en 1977 sa première comédie au cinéma Moi, fleur bleue coécrite avec Philippe Bourgoin. « En dirigeant à contre-emploi ses quatre acteurs Jean Yanne, Sydne Rome, Jodie Foster et Bernard Giraudeau, Éric Le Hung leur fait démontrer que la vie n’est pas aussi prosaïque qu’on le croit. Il faut apprendre le langage de la poésie et des sentiments pour accéder au bonheur. ».

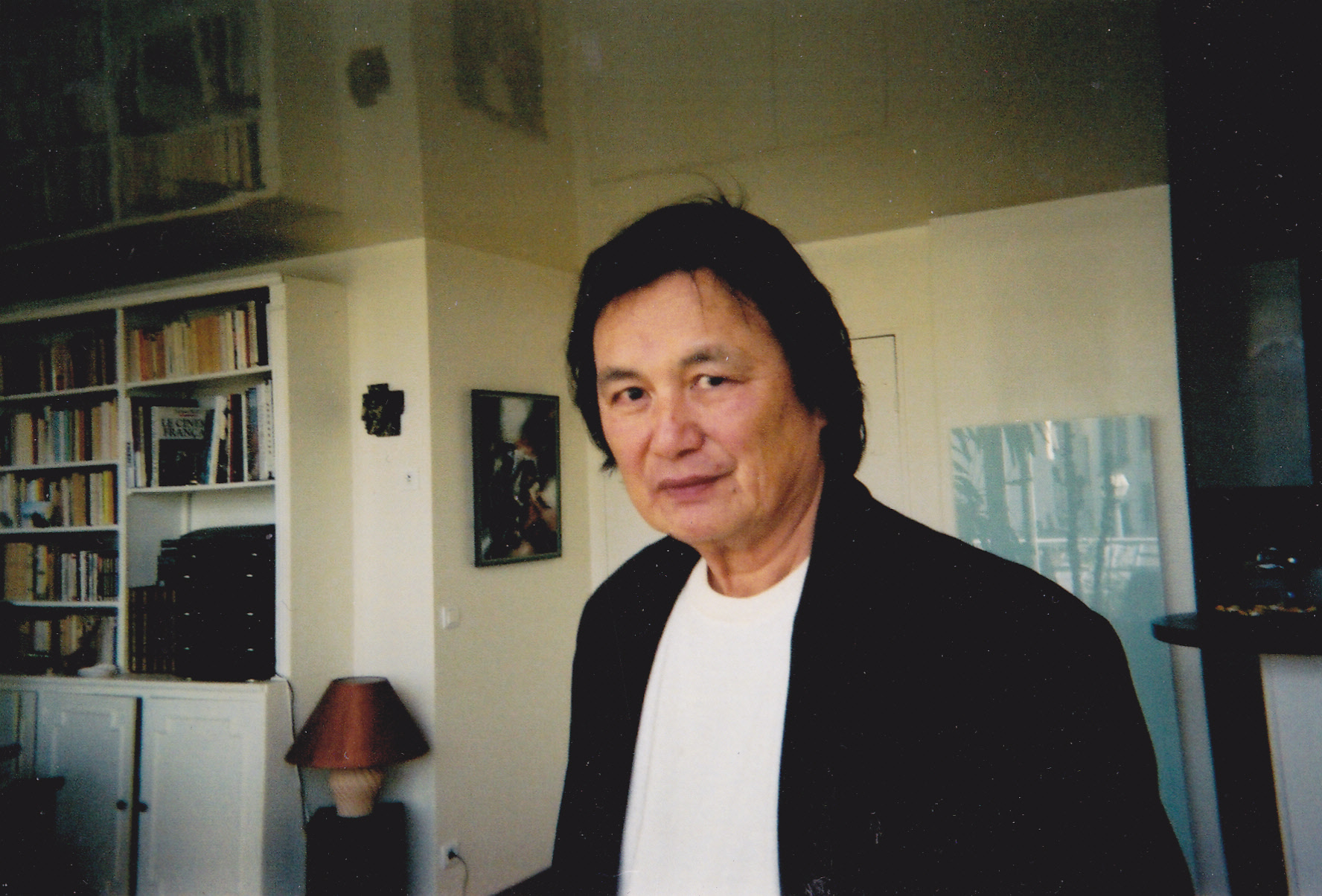

Pour la collection Cinéma 16 de FR3, il tourne sur des scénarios de Jack Jacquine Les Filles d’Adam (1980), La Fête (1984) et Les Idées fausses (1985), sélectionné pour le Festival du Cinéma d’humour à Chamrousse. C’est la première fois qu’un film tourné pour la télévision est sélectionné pour un festival de cinéma. En 1985, Les Ephélides, coécrit par Florence Calvet et Olivia Orlandi, est sélectionné pour le Festival international du film de Saint-Sébastien.
Après avoir consacré douze ans à la télévision, Éric le Hung revient au cinéma en 1989 avec À deux minutes près, adaptation d'une comédie de Françoise Dorin avec Charlotte de Turckheim et Jacques Weber.
En 1997, il réalise Arthur et Théa, coécrit avec Charles Dubois et interprété par Cécile Pallas et Stéphane Rodin.

## Filmographie

### Comme réalisateur

#### Cinéma
- 1969 : Delphine, scénario d'Éric Le Hung et Paul Gégauff
- 1972 : Le Droit d'aimer, scénario de Jean-Claude Carrière et Éric Le Hung
- 1975 : La Rage au poing, scénario de Tony Gatlif et Éric Le Hung
- 1977 : Moi, fleur bleue, scénario de Philippe Bourgoin et Éric Le Hung
- 1989 : À deux minutes près, scénario de Françoise Dorin

#### Télévision
Fictions
- 1965 : La Part du pauvre, téléfilm écrit par Jean Lessay avec Laurent Terzieff et Daniel Emilfork
- 1965 : Ésope, téléfilm de la collection Le Théâtre de la jeunesse, écrit par Yves Jamiaque. avec Michel Bouquet, sélectionné à la Biennale de Paris
- 1965 : Embrassons-nous, Folleville!, téléfilm adapté de la pièce de Labiche et Lefranc
- 1967 : Docteur Gundel, téléfilm écrit par Pol Gaillard avec Guy Tréjan
- 1967 : Handicap, téléfilm écrit par Éric Le Hung avec Bernard Fresson, Jean-Marc Bory, Daniel Sola, Anne Lewis
- 1967 : Le Secret de Wilhelm Storitz téléfilm écrit par Claude Santelli d'après le roman de Jules Verne. avec Pascale Audret, Jean-Claude Drouot, Bernard Verley, Michel Vitold, Anne Caprile
- 1968 : Ambroise Paré, téléfilm de la collection Le Théâtre de la jeunesse, écrit par Yves Jamiaque. avec Jean-François Poron, Didier Haudepin, Claude Piéplu
- 1971 : La Possédée, téléfilm écrit par Marcelle Maurette avec Ludmilla Tchérina, Claude Titre
- 1980 : Cinéma 16 - téléfilm : Les Filles d'Adam, écrit par Jack Jacquine avec Daniel Gélin, Tonie Marshall, Rémi Laurent, Sophie Deschamp, Gérard Lanvin, Lambert Wilson, Daniel Russo
- 1980 : Une Femme a crié, épisode de la série Le Petit Docteur avec Alain Sachs, Pauline Lafont.
- 1981 : Le Retour des coulons, épisode de la série Les Cinq Dernières Minutes, écrit par Philippe Madral et Nadia Taleb avec Jacques Debary, Georges Claisse, André Falcon
- 1981 : L'Atterrissage, téléfilm écrit par François Chalais avec Maurice Ronet, Caroline Cellier
- 1984 : La Pendule, mini-série écrite par Jean-Paul Rouland et Claude Olivier avec Jean-Luc Moreau
- 1984 : Cinéma 16 - téléfilm : La Fête, écrite par Jack Jacquine et Éric Le Hung avec Evelyne Bouix, Jacques François
- 1984 : Cinéma 16 - téléfilm : Les Idées fausses, écrit par Jack Jacquine avec Simon Reggiani, Véronique Silver, Paul Le Person, sélection officielle pour le Festival du cinéma d’Humour à Chamrousse
- 1985 : Les Ephélides, téléfilm écrit par Florence Calvet et Olivia Orlandi avec Marina Vlady, Christine Citti, Pierre Vaneck, Alain Doutey, Eric Do,
- sélection officielle pour le Festival de San Sebastian
- 1986 : M'as-tu vu ?, mini-série écrite par Jean-Michel Ribes avec Stéphane Freiss, Philippe Khorsand, Eva Darlan
- 1987 : Deux locataires pour l'Elysée, écrit par Jean-Paul Rouland et Claude Olivier avec Michel Roux, Anny Romand
- 1989 : Des cadavres à la pelle, mini-série écrite par Albert Minski et adaptée par Éric Le Hung avec Jean Lefebvre, Phillipe Khorsand
- 1997 : Arthur et Théa, téléfilm écrit par Éric Le Hung et Charles Dubois avec Cécile Pallas, Stéphane Rodin

Émissions de variétés et documentaires
- 1965 : Discorama, diffusé le 3 janvier 1965
- 1965 : Bécaud, sélectionné à la Biennale de Paris et Finaliste aux Emmy Awards 1965
- : Show Pourcel, sélection Officielle pour le Festival d'Alexandrie
- : Show Adamo
- : Show Régine
- : Escale à Toulouse pour célébrer la venue de la couleur dans la région
- : Salvador en Fête
- : Jacques Brel : Si tu étais le Bon Dieu

### Comme acteur
- 1957 : Le Feu aux poudres de Henri Decoin
- 1958 : Chéri, fais moi peur de Jacques Pinoteau : l'agent qui remet la lettre à Jérôme
- 1961 : Samedi soir de Yannick Andréi
- 1984 : La Fête de Eric Le Hung

## Théâtre

### Comme acteur
- Le Fleuve Rouge de Jules Roy, Théâtre en Rond, Paris

### Comme metteur en scène

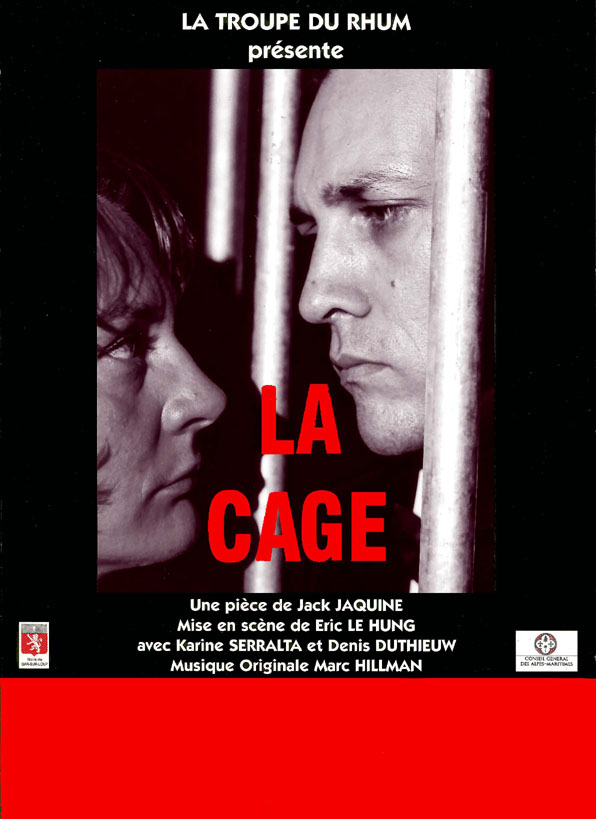
Affiche La Cage de Jack Jaquine, mise en scène Eric Le Hung. Distribution Denis Duthieuw et Karine Serralta. Production La Troupe du Rhum

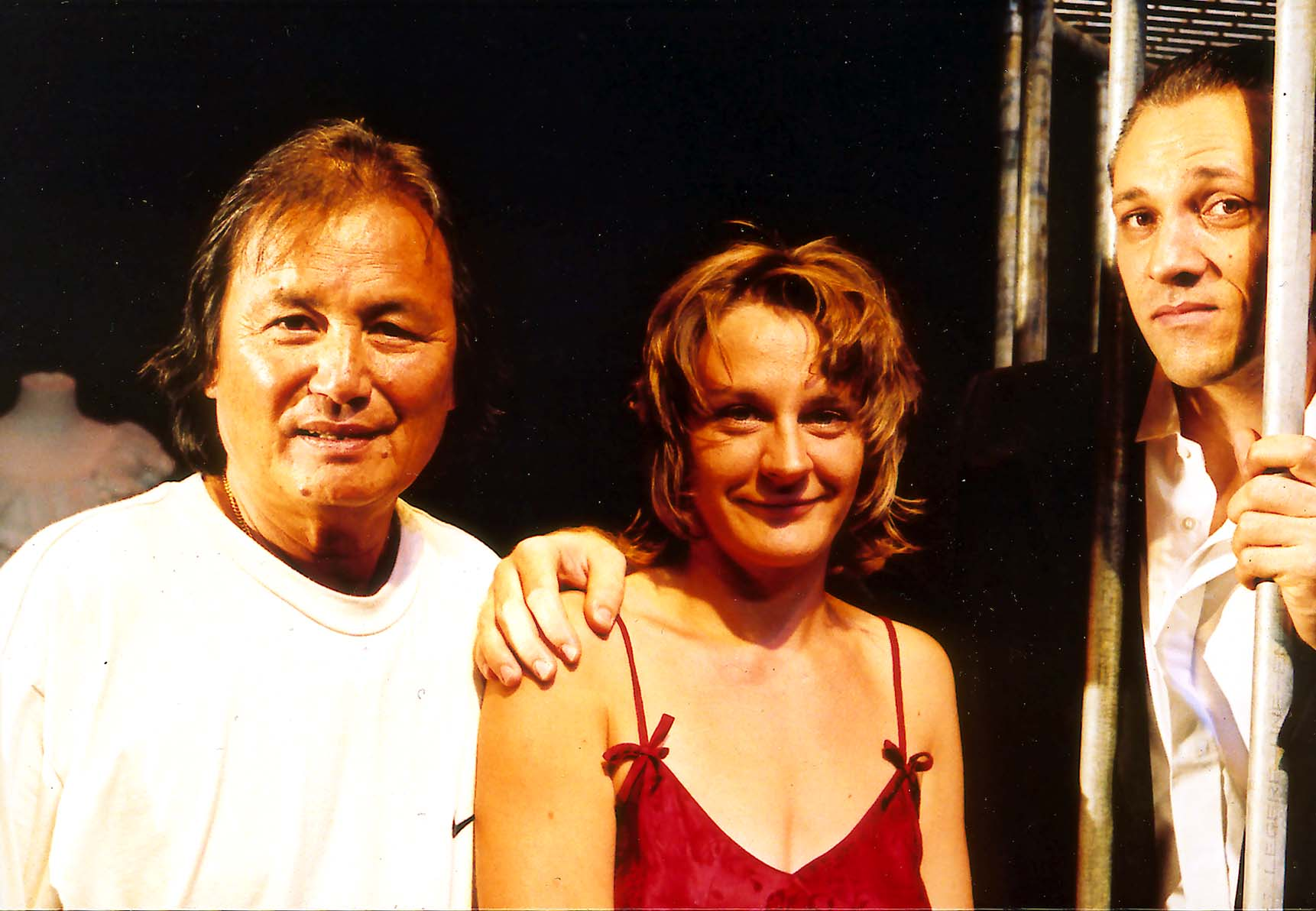

- Affiche La Cage de Jack Jaquine, mise en scène Eric Le Hung. Distribution Denis Duthieuw et Karine Serralta. Production La Troupe du Rhum[15]2002 : La Cage de Jack Jaquine avec Denis Duthieuw et Karine Serralta, La Troupe du rhum, Espace Magnan, Nice
- 2004 : Une Jeunesse de Passage de Stéphane Y. Braka, Ciné 13 Théâtre, Paris